# Perry Mason e la ragazza calendario
Perry Mason e la ragazza calendario (The Case of the Calendar Girl) è un romanzo giallo del 1958 di Erle Stanley Gardner, appartenente alla serie con protagonista l'avvocato Perry Mason.

## Trama
George Ansley è un giovane imprenditore edile che ha investito tutto in un appalto che si è aggiudicato. Benché lui lavori bene e sia onesto, le autorità competenti gli contestano continuamente le più insignificanti irregolarità, finché disperato non decide di rivolgersi a Meredith Borden, "esperto in pubbliche relazioni" che manovra il settore. 
Dopo essersi messo d'accordo con lui, e mentre esce in macchina dalla sua villa, Ansley evita per poco lo scontro con un'altra macchina che si precipita dentro al cancello. Soccorre subito la donna alla guida dell'altra auto, una bellissima ragazza che sembra essere stata sbalzata nell'erba. Lei gli chiede di riaccompagnarla a casa, non vuole denunciare il fatto e prima di andarsene lo lascia con un bacio.
Ma qualcosa non torna ad Ansley, che si rivolge per aiuto a Perry Mason. Dopo essersi quasi fatto scoprire mentre scavalca il muro della villa di Borden per reperire indizi, Mason e la sua inseparabile segretaria Della Street si rendono conto di essere rimasti coinvolti in qualcosa di molto più serio. L'indomani, infatti, si scopre che nella notte qualcuno ha ammazzato Borden e che i sospetti sembrano ricadere sul povero Ansley.

## Personaggi
- Perry Mason, avvocato
- Della Street, la sua efficiente segretaria
- Paul Drake, investigatore privato e collaboratore di Mason
- George Ansley, giovane imprenditore edile
- Meredith Borden, "esperto in pubbliche relazioni"
- Frank Ferney, impiegato di Borden
- Dawn Manning, modella
- Loretta Harper, donna misteriosa
- Beatrice Cornell, direttrice di un'agenzia per modelle
- Hamilton Burger, procuratore distrettuale
- Tragg, tenente della Squadra Omicidi

## Edizioni italiane
- Perry Mason e la ragazza calendario, traduzione di Vittoria Comucci, I classici del Giallo Mondadori n. 603, Arnoldo Mondadori Editore, novembre 1982.